# Tigertyrann
Tigertyrann (Myiodynastes luteiventris) är en huvudsakligen centralamerikansk fågel i familjen tyranner inom ordningen tättingar.

## Kännetecken

### Utseende
Tigertyrannen är en rätt stor (19–21 cm) medlem av familjen med stort huvud, kort stjärt och spetsiga vingar. Fjäderdräkten är streckad i olivgrått, brunt och vitt. Huvudet är tydligt strimmat med ett långt vitt ögonbrynsstreck ända från näbben, svart ögonstreck och ett brett vitt mustaschstreck. Stjärten är bjärt roströd.

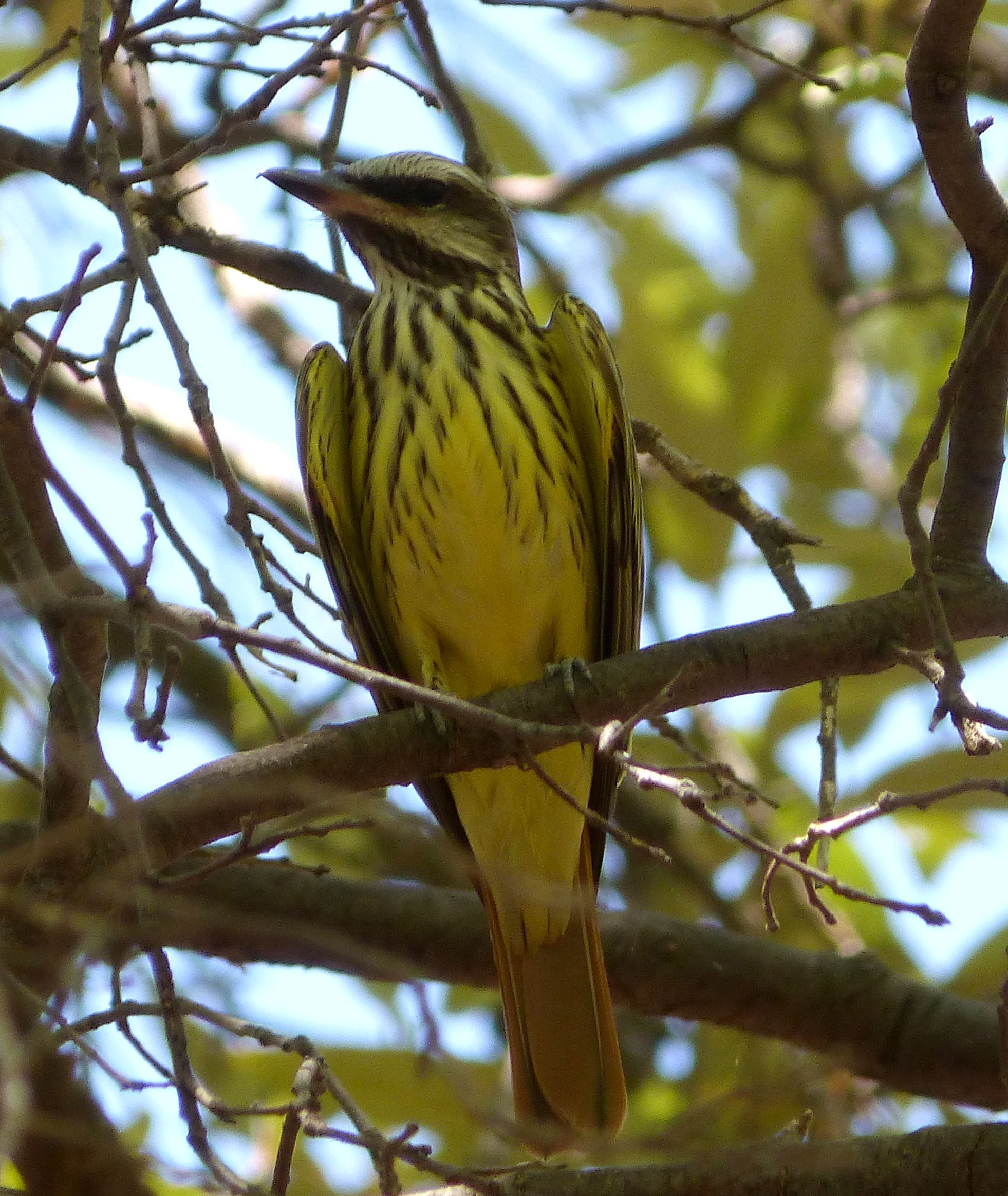

### Läte
Bland lätena hörs genomträngande leksaksliknande gnisslingar som ofta avges i serier. Även kraftfulla "wee-dee-yoo" hörs.

## Utbredning och systematik
Fågeln förekommer från sydöstra Arizona till Costa Rica, övervintrar östra Ecuador till norra Bolivia. Den behandlas som monotypisk, det vill säga att den inte delas in i några underarter.

## Levnadssätt
I USA hittas arten i plataner i bergskanjoner. Den ses enstaka eller i par, oftast inne i lövverket i höga träd där den födosöker efter insekter och bär. Bo med ägg har hittats från april till juni.

## Status och hot
Arten har ett stort utbredningsområde och det finns inga tecken på vare sig några substantiella hot eller att populationen minskar. Utifrån dessa kriterier kategoriserar IUCN arten som livskraftig (LC).